# Andreaea fuegiana
Andreaea fuegiana är en bladmossart som beskrevs av S. W. Greene 1972 [1973. Andreaea fuegiana ingår i släktet sotmossor, och familjen Andreaeaceae. Inga underarter finns listade i Catalogue of Life.